# La Roca del Vallès
La Roca del Vallès est une commune de la comarque du Vallès Oriental dans la province de Barcelone en Catalogne (Espagne).

## Géographie
La commune est distante de 26 km de Barcelone par la route.
| Les Franqueses del Vallès | Cardedeu           |                                         |
| Granollers                | La Roca del Vallès | Llinars del Vallès, Dosrius (sur 800 m) |
| Vilanova del Vallès       | Òrrius             | Argentona                               |

## Politique et administration

### Maires
| Mandat    | Maire | Maire                                    | Parti       |
| --------- | ----- | ---------------------------------------- | ----------- |
| 1979-1983 |       | Francisoc Mestre Andreu                  | Indépendant |
| 1983-1987 |       | Juan Pujol Alabau                        | PSC         |
| 1987-1991 |       | Juan Pujol Alabau                        | PSC         |
| 1991-1995 |       | Joan Pujol Alabau                        | CiU         |
| 1995-1999 |       | Roma Planas Salvador Illa (23/09/1995)   | PSC         |
| 1995-1999 |       | Josep Estapé (05/02/1999)                | CiU         |
| 1999-2003 |       | Salvador Illa                            | PSC         |
| 2003-2007 |       | Salvador Illa Miquel Estapé (01/10/2005) | PSC         |
| 2007-2011 |       | Rafale Ros Penedo                        | CiU         |
| 2011-2015 |       | Rafale Ros Penedo                        | CiU         |
| 2015-2019 |       | Albert Gil                               | ERC         |
| 2015-2019 |       | Carles Fernández Pérez (03/07/2017)      | PSC         |
| 2019-2023 |       | Albert Gil                               | ERC         |
| 2023-2027 |       | Marta Pujol                              | Junts       |